# دوغلاس ريفا
دوغلاس ريفا (بالإنجليزية: Douglas Riva)‏ هو عازف بيانو أمريكي، ولد في 16 أغسطس 1951.

## وصلات خارجية
- دوغلاس ريفا على موقع ميوزك برينز (الإنجليزية)
- دوغلاس ريفا على موقع ديسكوغز (الإنجليزية)